# Santovenia de la Valdoncina
Santovenia de la Valdoncina is een gemeente in de Spaanse provincie León in de regio Castilië en León met een oppervlakte van 30,27 km². Santovenia de la Valdoncina telt 2.014 inwoners (1 januari 2016).